# Liten sefyrlilja
Liten sefyrlilja (Zephyranthes rosea) är en art i sefyrliljesläktet från Västindien och Guatemala.
Arten odlas ibland som krukväxt.
Lök klotformad, ca 2 cm i diameter. Blad 10-20 cm långa, ca 5 mm breda. Blomstjälkar 1-3 per lök, 10-15 cm höga. Stödblad 1,3-2 cm, cylindriskt kluvna i toppen. Blomstjälk mer än 2 cm lång. Blommor 3-3,5 cm, rosa, blompip. Blommar under hösten.

## Odling
Placeras mycket ljust. Flera lökar planteras i väldränerad jord tidigt på vårvintern i en relativt stor kruka, lökspetsarna skall sticka upp ovanför jorden. Vattna sparsamt tills tillväxten kommit igång, sedan rattnas regelbundet och de skall helst inte torka ut helt, vintertid nästan helt torrt. Bladen vissnar ner helt under vintern. Rumstemperatur, övervintras helst svalt 8-10°C. Svag gödning regelbundet under tillväxtsäsongen. Förökas genom delning eller frösådd.

## Synonymer
- Amaryllis rosea (Lindley) Sprenger, 1827 nom. illeg.
- Atamosco rosea (Lindley) Greene , 1897